# Чемпионат СССР по воднолыжному спорту
Чемпионаты СССР по воднолыжному спорту проводились Всесоюзной Федерацией воднолыжного спорта с 1965 по 1991 год. Первый чемпионат СССР прошел 22-24 июля 1965 года в Москве на Водном стадионе «Динамо», расположенном на левом берегу Химкинского водохранилища. 22 июля 1965 года 36 женщин и 63 мужчины, представлявшие 13 команд различных спортивных обществ, вступили в борьбу за медали 1-го Чемпионата страны.

Награждение Чемпионов первого Чемпионата СССР состоялось на торжественном вечере, проходившем 27 октября 1965 года в Колонном зале Дома Союзов. Инициатором такого вечера стал лично Юрий Гагарин, обеспокоенный небольшой заполняемостью трибун на первом Чемпионате СССР и слишком слабой популярностью молодого тогда еще вида спорта у населения страны. Награждение призеров и победителей проходило также при непосредственном участии самого Юрия Гагарина.

Первым призерам Чемпионата СССР в многоборье были присвоены звания «Мастер спорта СССР». Ими стали у женщин: Нечаева Лидия, Рожкова Татьяна, Литвинова Галина, у мужчин: Филин Владмир, Жуков Юрий, Сусекин Валерий.

Заключительный Чемпионат СССР прошел 18-22 июля 1991 года в Москве на Гребном канале «Крылатское».

## Статистика Чемпионатов СССР по воднолыжному спорту
В период с 1965 по 1991 было проведено 27 Чемпионатов СССР, которые прошли в 10 городах страны. Лидером по количеству проведенных чемпионатов стала Москва — 11 Чемпионатов (3 Чемпионата — на Водном стадионе «Динамо», 8 Чемпионатов — на Гребном канале «Крылатское»).
| Город          | Количество проведенных Чемпионатов СССР |
| -------------- | --------------------------------------- |
| Москва         | 11                                      |
| Дубна          | 3                                       |
| Юрмала         | 3                                       |
| Днепропетровск | 2                                       |
| Прейли         | 2                                       |
| Рыбинск        | 2                                       |
| Ижевск         | 1                                       |
| Киев           | 1                                       |
| Минск          | 1                                       |
| Тбилиси        | 1                                       |

За весь период проведения Чемпионатов СССР было разыграно 216 комплектов наград, что составляет 648 медалей. На пьедестал поднималось 48 женщин и 67 мужчин. Список спортсменов, завоевавших наибольшее количество медалей:
| Женщины | Женщины            | Женщины            |
| №       | Фамилия            | Количество медалей |
| ------- | ------------------ | ------------------ |
| 1       | Потес Инесса       | 34                 |
| 2       | Матюхина Екатерина | 29                 |
| 3       | Румянцева Наталья  | 23                 |
| 4       | Губаренко Ольга    | 20                 |
| 5       | Рожкова Татьяна    | 19                 |
| 6       | Литвинова Галина   | 17                 |
| 7       | Павлова Наталья    | 14                 |
| 8       | Павлова Ольга      | 13                 |
| 9-10    | Нечаева Лидия      | 12                 |
| 9-10    | Зорина Ольга       | 12                 |
| 11-12   | Амельянчик Марина  | 11                 |
| 11-12   | Калитенко Наталья  | 11                 |
| 13-15   | Геут Тамара        | 10                 |
| 13-15   | Чересова Марина    | 10                 |
| 13-15   | Мазовка Елена      | 10                 |

| Мужчины | Мужчины              | Мужчины            |
| №       | Фамилия              | Количество медалей |
| ------- | -------------------- | ------------------ |
| 1       | Филин Владимир       | 27                 |
| 2       | Радушинский Анатолий | 22                 |
| 3       | Гусев Григорий       | 17                 |
| 4-5     | Яськевич Дмитрий     | 14                 |
| 4-5     | Лихачев Игорь        | 14                 |
| 6-7     | Низовкин Сергей      | 13                 |
| 6-7     | Корнев Станислав     | 13                 |
| 8-9     | Пафнутов Юрий        | 12                 |
| 8-9     | Миненок Александр    | 11                 |
| 10      | Корбуков Алексей     | 10                 |
| 11-12   | Тицев Евгений        | 9                  |
| 11-12   | Шальнов Сергей       | 9                  |
| 13-14   | Важник Геннадий      | 8                  |
| 13-14   | Смирнов Максим       | 8                  |
| 15      | Мясников Александр   | 7                  |

Список спортсменов, завоевавших больше всего золотых медалей:
| Женщины | Женщины            | Женщины                    |
| №       | Фамилия            | Количество золотых медалей |
| ------- | ------------------ | -------------------------- |
| 1       | Румянцева Наталья  | 14                         |
| 2-3     | Матюхина Екатерина | 12                         |
| 2-3     | Потес Инесса       | 12                         |
| 4       | Губаренко Ольга    | 9                          |
| 5       | Литвинова Галина   | 8                          |
| 6-7     | Нечаева Лидия      | 6                          |
| 6-7     | Чересова Марина    | 6                          |
| 8-9     | Рожкова Татьяна    | 5                          |
| 8-9     | Воробьева Галина   | 5                          |
| 10-11   | Амельянчик Марина  | 4                          |
| 10-11   | Павлова Ольга      | 4                          |

| Мужчины | Мужчины              | Мужчины                    |
| №       | Фамилия              | Количество золотых медалей |
| ------- | -------------------- | -------------------------- |
| 1-2     | Филин Владимир       | 11                         |
| 1-2     | Радушинский Анатолий | 11                         |
| 3       | Миненок Александр    | 10                         |
| 4       | Яськевич Дмитрий     | 8                          |
| 5       | Низовкин Сергей      | 7                          |
| 6-8     | Гусев Григорий       | 5                          |
| 6-8     | Тицев Евгений        | 5                          |
| 6-8     | Корбуков Алексей     | 5                          |
| 9-10    | Пафнутов Юрий        | 4                          |
| 9-10    | Остроумов Сергей     | 4                          |
| 11      | Корнев Станислав     | 3                          |

## Результаты призеров Чемпионатов СССР по воднолыжному спорту 1965—1991
Таблица составлена Мастером спорта СССР по водным лыжам Рянзиной (Павловой) Натальей Александровной

на основании протоколов соревнований «Чемпионат СССР по воднолыжному спорту» из архива

Заслуженного тренера СССР, Заслуженного тренера РБ по водным лыжам, почетного члена Президиума Федерации водных лыж и вейкборда Республики Беларусь Новожилова Виктора Викторовича. Каждый чемпионат описан отдельной статьей Юрия Жукова.
| Дата                | Место проведения                  | Место   | Женщины                                  | Женщины                              | Женщины                              | Женщины                              | Мужчины                                | Мужчины                                    | Мужчины                             | Мужчины                                    |
| Дата                | Место проведения                  | Место   | Слалом 1 лыжа                            | Слалом 2 лыжи                        | Прыжки с трамплина                   | Многоборье                           | Слалом 1 лыжа                          | Слалом 2 лыжи                              | Прыжки с трамплина                  | Многоборье                                 |
| ------------------- | --------------------------------- | ------- | ---------------------------------------- | ------------------------------------ | ------------------------------------ | ------------------------------------ | -------------------------------------- | ------------------------------------------ | ----------------------------------- | ------------------------------------------ |
| 1965 22-24 июля     | г. Москва Водный стадион «Динамо» | 1 место | Литвинова Галина г. Дубна 1000.00        | Рожкова Татьяна г. Москва 1000.00    | Нечаева Лидия г. Москва 15.4         | Нечаева Лидия г. Москва 2892.63      | Филин Владимир г. Москва 1000.00       | Жуков Юрий г. Ленинград 1000.00            | Филин Владимир г. Москва 23.9       | Филин Владимир г. Москва 2960.97           |
| 1965 22-24 июля     | г. Москва Водный стадион «Динамо» | 2 место | Нечаева Лидия г. Москва 959.30           | Нечаева Лидия г. Москва 933.33       | Анученкова Оксана г. Москва 14.7     | Рожкова Татьяна г. Москва 2879.15    | Петров Анатолий г. Ленинград 978.49    | Пафнутов Юрий г. Москва 992.68             | Пафнутов Юрий г. Москва 22.5        | Жуков Юрий г. Ленинград 2825.79            |
| 1965 22-24 июля     | г. Москва Водный стадион «Динамо» | 3 место | Рожкова Татьяна г. Москва 950.58         | Литвинова Галина г. Дубна 933.33     | Голдовская Галина г. Москва 14.6     | Литвинова Галина г. Дубна 2835.93    | Нехаевский Юрий г. Дубна 973.12        | Щербина Игорь г. Москва 968.29             | Жуков Юрий г. Ленинград 20.7        | Сусекин Валерий г. Москва 2690.52          |
| 1966 09-13 сентября | г. Тбилиси                        | 1 место | Нечаева Лидия г. Москва 13.00            | Литвинова Галина г. Дубна 19.50      | Нечаева Лидия г. Москва 16.15        | Нечаева Лидия г. Москва 2727.88      | Пафнутов Юрий г. Москва 13.00          | Жуков Юрий г. Ленинград 17.40              | Медведев Виталий г. Ленинград 25.39 | Пафнутов Юрий г. Москва 2704.41            |
| 1966 09-13 сентября | г. Тбилиси                        | 2 место | Павлова Наталья г. Москва 6.00           | Чекалина Татьяна г. Ленинград 19.05  | Павлова Наталья г. Москва 15.58      | Павлова Наталья г. Москва 2313.47    | Гохберг Михаил г. Москва 13.00         | Петров Анатолий г. Ленинград 17.35         | Пафнутов Юрий г. Москва 23.96       | Гохберг Михаил г. Москва 2609.36           |
| 1966 09-13 сентября | г. Тбилиси                        | 3 место | Литвинова Галина г. Дубна 5.50           | Павлова Наталья г. Москва 19.00      | Русакова Нина г. 15.48               | Литвинова Галина г. Дубна 2286.20    | Жуков Юрий г. Ленинград 10.50          | Ожогин Валерий г. Москва 17.30             | Дзагания Важа г. Тбилиси 23.58      | Жуков Юрий г. Ленинград 2385.28            |
| 1967 15-20 августа  | г. Москва Водный стадион «Динамо» | 1 место | Литвинова Галина г. Дубна нет данных     | Литвинова Галина г. Дубна нет данных | Усанова Рита г. Москва нет данных    | Литвинова Галина г. Дубна нет данных | Ожогин Валерий г. Москва нет данных    | Мясников Александр г. Ленинград нет данных | Филин Владимир г. Москва нет данных | Пафнутов Юрий г. Москва нет данных         |
| 1967 15-20 августа  | г. Москва Водный стадион «Динамо» | 2 место | Рожкова Татьяна г. Москва нет данных     | Рожкова Татьяна г. Москва нет данных | Нечаева Лидия г. Москва нет данных   | Нечаева Лидия г. Москва нет данных   | Филин Владимир г. Москва нет данных    | Пафнутов Юрий г. Москва нет данных         | Пафнутов Юрий г. Москва нет данных  | Филин Владимир г. Москва нет данных        |
| 1967 15-20 августа  | г. Москва Водный стадион «Динамо» | 3 место | Чекалина Татьяна г. Ленинград нет данных | Павлова Наталья г. Москва нет данных | Литвинова Галина г. Дубна нет данных | Павлова Наталья г. Москва нет данных | Нехаевский Валерий г. Дубна нет данных | Малютин Илья г. Москва нет данных          | Гусев Григорий г. Москва нет данных | Мясников Александр г. Ленинград нет данных |

| Дата                | Место проведения                     | Место   | Женщины                                         | Женщины                                      | Женщины                                      | Женщины                              | Мужчины                                               | Мужчины                                          | Мужчины                                          | Мужчины                                   |
| Дата                | Место проведения                     | Место   | Слалом                                          | Фигурное катание                             | Прыжки с трмплина                            | Многоборье                           | Слалом                                                | Фигурное катание                                 | Прыжки с трамплина                               | Многоборье                                |
| ------------------- | ------------------------------------ | ------- | ----------------------------------------------- | -------------------------------------------- | -------------------------------------------- | ------------------------------------ | ----------------------------------------------------- | ------------------------------------------------ | ------------------------------------------------ | ----------------------------------------- |
| 1968 31-02 августа  | г. Юрмала                            | 1 место | Дешина Надежда г. Москва 24.5(9.5+15.0)         | Павлова Наталья г. Москва 949(406+543)       | Мейя Инесса г. Рига 383(17.6+18.0)           | Литвинова Галина г. Дубна 2128.00    | Гусев Григорий г. Москва 42.0(21.0+21.0)              | Филин Владимир г. Москва 2766 (1361+1405)        | Филин Владимир г. Москва 678(31.4+31.6)          | Филин Владимир г. Москва 2762.00          |
| 1968 31-02 августа  | г. Юрмала                            | 2 место | Павлова Наталья г. Москва 23.0(9.0+14.0)        | Черватюк Антонина г. Киев 947(387+560)       | Козырь Зинаида г. Киев 342(15.9+15.9)        | Цинтиня Скайдрите г. Рига 1913.00    | Чекин Эдуард г. Казань 38.0(16.5+21.5)                | Гусев Григорий г. Москва 2381(1114+1267)         | Зале Карлос г. Рига 618(29.7+27.8)               | Гусев Григорий г. Москва 2563.00          |
| 1968 31-02 августа  | г. Юрмала                            | 3 место | Цинтиня Скайдрите г. Рига 23.0(15.0+8.0)        | Ильина Ирина г. Дубна 925(506+419)           | Дешина Надежда г. Москва 339(16.3+15.2)      | Павлова Наталья г. Москва 1848.00    | Филин Владимир г. Москва 37.0(16.0+21.0)              | Потапов Анатолий г. Киев 2067(1066+1001)         | Гусев Григорий г. Москва 617.0(27.3+30.1)        | Гохберг Михаил г. Москва 2215.00          |
| 1969 26-31 августа  | г. Москва Водный стадион «Динамо»    | 1 место | Нечаева Лидия г. Москва 14.0(5.5+8.5)           | Рожкова Татьяна г. Москва 2450(1277+1173)    | Мейя Инесса г. Рига 418.0(18.1+21.0)         | Рожкова Татьяна г. Москва 1960.00    | Хренов Игорь г. Долгопрудный 31.0(16.0+15.0)          | Пафнутов Юрий г. Москва 4209(2402+1807)          | Филин Владимир г. Москва 745.0(32.1+37.2)        | Филин Владимир г. Москва 2892.00          |
| 1969 26-31 августа  | г. Москва Водный стадион «Динамо»    | 2 место | Павлова Наталья г. Москва 13.0(5.0+8.0)         | Павлова Наталья г. Москва 1450(738+712)      | Усанова Рита г. Москва 370.0(17.7+17.3)      | Павлова Наталья г. Москва 1687.00    | Филин Владимир г. Москва 30.0(16.5+13.5)              | Мясников Александр г. Ленинград 3898(1994+1904)  | Пафнутов Юрий г. Москва 708.0(33.8+32.1)         | Гусев Григорий г. Москва 2486.00          |
| 1969 26-31 августа  | г. Москва Водный стадион «Динамо»    | 3 место | Артеменко Галина г. Минск 8.0(3.0+5.0)          | Павепко Людмила г. Красноярск 1433(858+575)  | Ильина Ирина г. Дубна 366.0(17.3+17.1)       | Нечаева Лидия г. Москва 1386.00      | Ожогин Валерий г. Москва 29.5(15.0+14.5)              | Гусев Григорий г. Москва 3605(1834+1771)         | Гусев Григорий г. Москва 686.0(32.2+31.7)        | Пафнутов Юрий г. Москва 2303.00           |
| 1970 04-09 августа  | г. Дубна                             | 1 место | Филимонова Марина г. Сочи 37.0(17.0+20.0)       | Геут Тамара г. Севастополь 2115(829+1286)    | Ильина Ирина г. Дубна 417.0(20.3+18.8)       | Рожкова Татьяна г. Москва 2604.00    | Гусев Григорий г. Москва 52.0(32.0+20.0)              | Гусев Григорий г. Москва 4571(2527+2044)         | Гусев Григорий г. Москва 754(37.3+ 32.8)         | Гусев Григорий г. Москва 2967.00          |
| 1970 04-09 августа  | г. Дубна                             | 2 место | Павлова Наталья г. Москва 1.0(14.5+16.5)        | Дешина Надежда г. Москва 1832(774+1058)      | Рожкова Татьяна г. Москва 398.0(20.7+16.8)   | Артеменко Галина г. Минск 2316.00    | Тицев Евгений г. Сочи 46.5(25.5+21.0)                 | Чекин Эдуард г. Казнь 455(2531+1934)             | Радушинский Анатолий г. Москва 716(34.1+32.7)    | Мясников Александр г. Ленинград 2217.00   |
| 1970 04-09 августа  | г. Дубна                             | 3 место | Нечаева Лидия г. Москва 27.0(16.0+11.0)         | Рожкова Татьяна г. Москва 1788(791+997)      | Геут Тамара г. Севастополь 395.0(23.7+13.6)  | Павлова Наталья г. Москва 2181.00    | Ожогин Валерий г. Москва 45.5(24.5+21.0)              | Цой Лолий г. Ленинград 4277(2612+1665)           | Малютин Илья г. Москва 696(34.5+ 30.5)           | Булатов Анатолий г. Москва 2149.00        |
| 1971 17-21 августа  | г. Киев                              | 1 место | Воронцова Наталья г. Москва 34.0(13.0+21.0)     | Геут Тамара г. Севастополь 3572(1527+2045)   | Геут Тамара г. Севастополь 460(22.8+20.4)    | Рожкова Татьяна г. Москва 2598.00    | Тицев Евгений г. Сочи 46.0(22.0+24.0)                 | Радушинский Анатолий г. Москва 5400(2843+2557)   | Булатов Анатолий г. Москва 762(34.1+37.0)        | Мясников Александр г. Ленинград 2943.00   |
| 1971 17-21 августа  | г. Киев                              | 2 место | Литвинова Галина г. Дубна 30.0(21.0+9.0)        | Рожкова Татьяна г. Москва 3177(1463+1714)    | Рожкова Татьяна г. Москва 450(21.9+20.3)     | Воронцова Наталья г. Москва 2578.00  | Тяпкин Игорь г. Дубна 44.5(22.0+22.5)                 | Мясников Александр г. Ленинград 5188(3002+2186)  | Гусев Григорий г. Москва 759(33.9+36.4)          | Филин Владимир г. Москва 2721.00          |
| 1971 17-21 августа  | г. Киев                              | 3 место | Рожкова Татьяна г. Москва 30.0(15.0+15.0)       | Потэс Инесса г. Минск 2243(1142+1101)        | Ильина Ирина г. Дубна 442(20.5+20.9)         | Геут Тамара г. Севастополь 2143.00   | Мясников Александр г. Ленинград 44.0(23.0+21.0)       | Филин Владимир г. Москва 4763(2529+2234)         | Филин Владимир г. Москва 756(33.7+36.5)          | Малютин Илья г. Москва 2691.00            |
| 1972 16-20 августа  | г. Ижевск                            | 1 место | Рецкая Татьяна г. Минск 28.5(13.5+15.0)         | Потэс Инесса г. Минск 3800(2070+1730)        | Литвинова Галина г. Дубна 47.9(23.8+24.1)    | Литвинова Галина г. Дубна 2410.00    | Тицев Евгений г. Сочи 62.0(29.0+33.0)                 | Тицев Евгений г. Сочи 5380(2500+2880)            | Эрман Александр г. Свердловск 72.0(37.8+34.2)    | Радушинский Анатолий г. Москва 2815.00    |
| 1972 16-20 августа  | г. Ижевск                            | 2 место | Дешина Надежда г. Москва 27.5(17.5+10.0)        | Рожкова Татьяна г. Москва 3440(1640+1800)    | Потэс Инесса г. Минск 44.8(23.0+21.8)        | Воронцова Наталья г. Москва 2378.00  | Платскайс Юрикс г. Рига 60.0(29.0+31.0)               | Гусев Григорий г. Москва 5370(2800+2570)         | Радушинский Анатолий г. Москва 71.9(36.5+35.4)   | Гусев Григорий г. Москва 2665.00          |
| 1972 16-20 августа  | г. Ижевск                            | 3 место | Воронцова Наталья г. Москва 25.5(20.0+5.5)      | Геут Тамара г. Севастополь 2760(1280+1480)   | Воронцова Наталья г. Москва 44.7(23.0+21.7)  | Потэс Инесса г. Минск 2306.00        | Гусев Григорий г. Москва 58.0(27.0+31.0)              | Чекин Эдуард г. Казань 5160(2540+2620)           | Носачев Сергей г. Москва 71.4(36.3+35.1)         | Тицев Евгений г. Сочи 2655.00             |
| 1973 14-19 августа  | г. Юрмала                            | 1 место | Дешина Надежда г. Москва 42.0(21.0+21.0)        | Потэс Инесса г. Минск 4480(2570+1910)        | Рецкая Татьяна г. Минск 53.3(25.4+27.9)      | Потэс Инесса г. Минск 1551           | Платкайс Юрикс г. Рига 56.5(31.0+25.5)                | Радушинский Анатолий г. Москва 5940(2990+2950)   | Радушинский Анатолий г. Москва 82.0(41.5+40.5)   | Филин Владимир г. Москва 1844.00          |
| 1973 14-19 августа  | г. Юрмала                            | 2 место | Анищенко Марина г. Москва 40.5(18.5+22.0)       | Рожкова Татьяна г. Москва 4110(2040+2070)    | Потэс Инесса г. Минск 52.7(26.1+26.5)        | Рецкая Татьяна г. Минск 1293         | Пафнутов Юрий г. Москва 51.5(25.5+26.0)               | Филин Владимир г. Москва 5740(2770+2970)         | Филин Владимир г. Москва 81.2(41.2+40.0)         | Радушинский Анатолий г. Москва 1838.00    |
| 1973 14-19 августа  | г. Юрмала                            | 3 место | Матюхина Екатерина г. Москва 34.0(17.0+17.0)    | Геут Тамара г. Севастополь 3900(1980+1920)   | Литвинова Галина г. Дубна 51.7(25.8+25.9)    | Литвинова Галина г. Дубна 1236       | Филин Владимир г. Москва 49.0(23.0+26.0)              | Красильщиков Михаил г. Жуковский 5530(2830+2700) | Кудрявцев Алик г. Москва 77.9(41.4+36.5)         | Кудрявцев Алик г. Москва 1681.00          |
| 1974 нет данных     | г. Днепр-вск                         | 1 место | Матюхина Екатерина г. Москва 62.5(28.5+34.0)    | Потэс Инесса г. Минск 4800(2230+2570)        | Матюхина Екатерина г. Москва 51.0(26.3+24.7) | Матюхина Екатерина г. Москва 1577.00 | Тицев Евгений г. Сочи 75.0(35.0+40.0)                 | Мельник Виктор г. Минск 6620(3370+3250)          | Радушинский Анатолий г. Москва 78.6(39.1+39.5)   | Кадылинский Александр г. Минск 1921.00    |
| 1974 нет данных     | г. Днепр-вск                         | 2 место | Бугаева Марина г. Сочи 54.0(26.5+27.5)          | Зорина Ольга г. Рыбинск 4050(1900+2150)      | Рецкая Татьяна г. Минск 49.3(26.0+23.3)      | Рожкова Татьяна г. Москва 1540.00    | Еремеев Александр г. Минск 71.5(36.5+35.0)            | Красильщиков Михаил г. Жуковский 6200(3100+3100) | Эрман Александр г. Свердловск 77.0(37.5+39.5)    | Еремеев Александр г. Минск 1874.00        |
| 1974 нет данных     | г. Днепр-вск                         | 3 место | Рожкова Татьяна г. Москва 54.0(26.5+27.5)       | Рожкова Татьяна г. Москва 3830(1980+1850)    | Литвинова Галина г. Дубна 48.5(25.4+23.1)    | Потэс Инесса г. Минск 1441.50        | Ренард Виталий г. Москва 66.0(34.5+31.5)              | Филин Владимир г. Москва 6140(3160+2980)         | Дробинин Николай г. Свердловск 75.5(37.1+38.4)   | Филин Владимир г. Москва 1812.50          |
| 1975 11-18 августа  | г. Рыбинск                           | 1 место | Матюхина Екатерина г. Москва 20.0(15.0+5.0)     | Потэс Инесса г. Минск 6750(3240+3510)        | Зорина Ольга г. Рыбинск 57.7(28.1+29.6)      | Потэс Инесса г. Минск 1845.00        | Тицев Евгений г. Сочи 48.0(22.0+26.0)                 | Радушинский Анатолий г. Москва 7180(3680+3500)   | Филин Владимир г. Москва 79.6(38.7+40.9)         | Радушинский Анатолий г. Москва 1935.00    |
| 1975 11-18 августа  | г. Рыбинск                           | 2 место | Стальнова Ольга г. Минск 15.5(5.0+10.5)         | Геут Тамара г. Севастополь 6420(3220+3200)   | Геут Тамара г. Севастополь 55.8(27.2+28.26)  | Геут Тамара г. Севастополь 1829.00   | Кадылинский Александр г. Минск 25.5(11.0+14.5)        | Мельник Виктор г. Минск 7160(3350+3810)          | Низовкин Сергей г. Минск 79.5(40.1+39.4)         | Низовкин Сергей г. Минск 1702.00          |
| 1975 11-18 августа  | г. Рыбинск                           | 3 место | Потэс Инесса г. Минск 11.0(3.0+8.0)             | Чересова Марина г. Дубна 5810(2750+3060)     | Потэс Инесса г. Минск 54.7(26.9+27.8)        | Матюхина Екатерина г. Москва 1764.00 | Радушинский Анатолий г. Москва 24.5(14.5+10.0)        | Низовкин Сергей г. Минск 6350(3270+3080)         | Радушинский Анатолий г. Москва 76.6(38.7+37.9)   | Кудрявцев Александр г. Москва 1549.00     |
| 1976 11-17 августа  | г. Днепр-вск                         | 1 место | Калитенко Наталья г. Москва 2.50/18+1.00/16     | Потэс Инесса г. Минск 6530(3140+3390)        | Зорина Ольга г. Рыбинск 62.0(30.2+32.0)      | Потэс Инесса г. Минск 2095.00        | Радушинский Анатолий г. Москва 55.25(4.00/14+3.25/14) | Гаврилов Павел г. Обнинск 8610(3900+4710)        | Кадылинский Александр г. Минск 84.1(42.4+41.7)   | Радушинский Анатолий г. Москва 2073.00    |
| 1976 11-17 августа  | г. Днепр-вск                         | 2 место | Зорина Ольга г. Рыбинск 2.50/18+5.00/55         | Зорина Ольга г. Рыбинск 6120(2790+3330)      | Потэс Инесса г. Минск 60.6(29.2+31.0)        | Стальнова Ольга г. Минск 1972.00     | Тицев Евгений г. Сочи 54.50(2.00/14+4.50/14)          | Остроумов Сергей г. Дубна 7050(3380+3670)        | Эрман Александр г. Свердловск 82.4(42.5+39.9)    | Гусев Григорий г. Москва 1983.00          |
| 1976 11-17 августа  | г. Днепр-вск                         | 3 место | Потэс Инесса г. Минск 3.00/18+4.00/55           | Стальнова Ольга г. Минск 5690(2920+2770)     | Матюхина Екатерина г. Москва 60.3(29.2+31.1) | Зорина Ольга г. Рыбинск 1948.00      | Кадылинский Александр г. Минск 50.00(1.00/14+1.00/14) | Мельник Виктор г. Минск 6660(4010+2650)          | Родионов Владимир г. Минск 82.1(42.3+39.8)       | Филин Владимир г. Москва 1914.00          |
| 1977 02-05 сентября | г. Минск                             | 1 место | Матюхина Екатерина г. Москва 32.0(17.0+15.0)    | Чересова Марина г. Дубна 10260(5130+5130)    | Потэс Инесса г. Минск 63.5(31.2+32.3)        | Потэс Инесса г. Минск 5475.00        | Радушинский Анатолий г. Москва 30.0(10.5+20.0)        | Низовкин Сергей г. Минск 10680(5300+5380)        | Низовкин Сергей г. Минск 90.4(45.4+45.0)         | Низовкин Сергей г. Минск 2892.00          |
| 1977 02-05 сентября | г. Минск                             | 2 место | Гольден Татьяна г. Москва 22.0(8.0+14.0)        | Потэс Инесса г. Минск 8450(3100+5350)        | Стальнова Ольга г. Минск 63.5(32.0+31.5)     | Румянцева Наталья г. Дубна 5016.00   | Тицев Евгений г. Сочи 30.5(16.0+14.5)                 | Лихачев Игорь г. Дубна 9520(4760+4760)           | Филин Владимир г. Москва 88.9(45.7+43.2)         | Гаврилов Павел г. Обнинск 2321.00         |
| 1977 02-05 сентября | г. Минск                             | 3 место | Калитенко Наталья г. Москва 17.0(7.5+9.5)       | Румянцева Наталья г. Дубна 8170(5290+5130)   | Матюхина Екатерина г. Москва 62.7(32.1+30.6) | Чересова Марина г. Дубна 4376.00     | Кадылинский Александр г. Минск 23.0(9.5+13.5)         | Гаврилов Павел г. Обнинск 8450(5350+3100)        | Кадылинский Александр г. Минск 88.1(44.9+43.2)   | Кадылинский Александр г. Минск 2093.00    |
| 1978 24-27 августа  | г. Юрмала                            | 1 место | Матюхина Екатерина г. Москва 84.5(38.5+46.0)    | Чересова Марина г. Дубна 9590(4270+5320)     | Матюхина Екатерина г. Москва 57.2(29.7+27.5) | Матюхина Екатерина г. Москва 2360    | Корбуков Алексей г. Москва нет данных                 | Низовкин Сергей г. Минск 12180(6230+5950)        | Родионов Владимир г. Минск 80.7(39.9+40.8)       | Радушинский Анатолий г. Москва нет данных |
| 1978 24-27 августа  | г. Юрмала                            | 2 место | Калитенко Наталья г. Москва 80.5(40.0+40.5)     | Румянцева Наталья г. Дубна 8620(3210+5410)   | Зорина Ольга г. Рыбинск 56.2(29.1+27.1)      | Зорина Ольга г. Рыбинск 2292         | Радушинский Анатолий г. Москва нет данных             | Гаврилов Павел г. Обнинск 11450(5590+5860)       | Радушинский Анатолий г. Москва 78.1(36.2+41.9)   | нет данных                                |
| 1978 24-27 августа  | г. Юрмала                            | 3 место | Зорина Ольга г. Рыбинск 64.0(40.0+24.0)         | Потэс Инесса г. Минск 7700(2810+4890)        | Потэс Инесса г. Минск 56.1(26.6+29.6)        | Потэс Инесса г. Минск (2060)         | Горюнов Василий г. Москва нет данных                  | Лихачев Игорь г. Дубна 9750(4990+4760)           | Филин Владимир г. Москва 77.8(38.5+39.3)         | нет данных                                |
| 1979 17-19 августа  | г. Рыбинск                           | 1 место | Калитенко Наталья г. Москва 91.0(47.5+43.5)     | Чересова Марина г. Дубна 8430(4700+3730)     | Матюхина Екатерина г. Москва 53.5(25.6+27.9) | Матюхина Екатерина г. Москва 2533.00 | Горюнов Василий г. Москва 86.50(41.00+45.50)          | Гаврилов Павел г. Обнинск 11190(5660+5530)       | Остроумов Сергей г. Дубна 84.1(42.8+41.3)        | Остроумов Сергей г. Дубна 2483.00         |
| 1979 17-19 августа  | г. Рыбинск                           | 2 место | Матюхина Екатерина г. Москва 85.0(44.5+43.5)    | Зорина Ольга г. Рыбинск 6640(3170+3470)      | Зорина Ольга г. Рыбинск 52.3(25.0+27.3)      | Чересова Марина г. Дубна 2459.00     | Щербаков Алексей г. Балаково 78.75(36.25+42.50)       | Генов Аркадий г. Новополоцк 10510(5560+4940)     | Радушинский Анатолий г. Москва 83.8(41.4+42.4)   | Лихачев Игорь г. Дубна 2409.00            |
| 1979 17-19 августа  | г. Рыбинск                           | 3 место | Новикова Елена г. Москва нет данных             | Амельянчик Марина г. Минск 5910(2550+3360)   | Амельянчик Марина г. Минск 48.4(23.1+25.3)   | Амельянчик Марина г. Минск 1916.00   | Баранов Сергей г. Москва 74.00(40.50+33.5)            | Сергеев Александр г. Рыбинск 10480(3780+6700)    | Низовкин Сергей г. Минск 82.0(39.4+42.6)         | Кудрявцев Сергей г. Рыбинск 2284.00       |
| 1980 20-24 августа  | г. Прейли                            | 1 место | Губаренко Ольга г. Москва 103.50(50.50+53.0)    | Потэс Инесса г. Минск 11440(6300+5140)       | Матюхина Екатерина г. Москва 62.4(30.9+31.5) | Потэс Инесса г. Минск 2622.40        | Пушаков Андрис г. Рига 92.00(44.5+47.50)              | Сергеев Александр г. Рыбинск 13750(6860+6890)    | Низовкин Сергей г. Минск 88.2(42.2+46.0)         | Низовкин Сергей г. Минск 2826.00          |
| 1980 20-24 августа  | г. Прейли                            | 2 место | Матюхина Екатерина г. Москва 101.50(51.0+50.50) | Сорокина Наталья г. Минск 9300(5000+4300)    | Потэс Инесса г. Минск 61.6(30.7+30.9)        | Губаренко Ольга г. Москва 2226.90    | Низовкин Сергей г. Минск 91.50(44.50+47.00)           | Важник Геннадий г. Минск 12730(6000+6730)        | Филин Владимир г. Москва 86.6(41.6+45.0)         | Важник Геннадий г. Дубна 2468.40          |
| 1980 20-24 августа  | г. Прейли                            | 3 место | Калитенко Наталья г. Москва 97.75(51.5+46.25)   | Мазовка Елена г. Минск 8690(3870+4820)       | Губаренко Ольга г. Москва 59.5(30.5+29.0)    | Зорина Ольга г. Рыбинск 2044.90      | Лихачев Игорь г. Дубна 89.50(40.50+49.0)              | Боярин Александр г. Новополоцк 11670(5620+6050)  | Радушинский Анатолий г. Москва 84.2(40.2+44.0)   | Лихачев Игорь г. Минск 2436.60            |
| 1981 12-16 августа  | г. Москва Гребной канал «Крылатское» | 1 место | Губаренко Ольга г. Москва 39.50(19.00+20.50)    | Чересова Марина г. Дубна 12370(6110+6260)    | Чересова Марина г. Дубна 61.2(30.6+30.6)     | Чересова Марина г. Дубна 2635.00     | Пушаков Андрис г. Рига 46.25(21.00+25.25)             | Веселов Михаил г. Дубна 14130(6620+7510)         | Боярин Александр г. Новополоцк 85.6(41.7+43.9)   | Миненок Александр г. Минск 2596.00        |
| 1981 12-16 августа  | г. Москва Гребной канал «Крылатское» | 2 место | Воробьева Галина г. Дубна 33.50(14.00+19.50)    | Потэс Инесса г. Минск 11970(5630+6340)       | Губаренко Ольга г. Москва 60.6(31.0+29.6)    | Потэс Инесса г. Минск 2575.00        | Корбуков Алексей г. Москва 42.50(20.50+22.00)         | Миненок Александр г. Минск 13650(7820+5830)      | Низовкин Сергей г. Минск 82.5(40.4+42.1)         | Лихачев Игорь г. Дубна 2494.00            |
| 1981 12-16 августа  | г. Москва Гребной канал «Крылатское» | 3 место | Виноградова Марина г. Дубна 28.75(13.25+15.50)  | Сорокина Наталья г. Минск 8870(5330+3540)    | Потэс Инесса г. Минск 59.9(29.0+30.9)        | Румянцева Наталья г. Дубна 2390.00   | Лихачев Игорь г. Дубна 40.75(20.25+20.50)             | Самаров Аркадий г. Новополоцк 12650(6430+6220)   | Радушинский Анатолий г. Москва 82.0(42.8+39.2)   | Боярин Александр г. Новополоцк 2396.00    |
| 1982 08-12 сентября | г. Москва Гребной канал «Крылатское» | 1 место | Пономарева Наталья г. Дубна 32.50(17.00+15.50)  | Сорокина Наталья г. Минск 12840(6710+6130)   | Губаренко Ольга г. Москва 71.0(34.2+36.8)    | Пономарева Наталья г. Дубна 2875.00  | Мистрюков Александр г. Москва 48.00(26.00+22.00)      | Миненок Александр г. Минск 15960(7980+7980)      | Остроумов Сергей г. Дубна 88.8(43.5+45.3)        | Миненок Александр г. Минск 2573.00        |
| 1982 08-12 сентября | г. Москва Гребной канал «Крылатское» | 2 место | Ларионова Наталья г. Москва 28.00(18.50+9.50)   | Амельянчик Марина г. Минск 12740(6290+6450)  | Матюхина Екатерина г. Москва 66.4(32.1+34.3) | Губаренко Ольга г. Москва 2603.00    | Лихачев Игорь г. Дубна 47.00(25.50+21.50)             | Веселов Михаил г. Дубна 15350(8100+7270)         | Важник Геннадий г. Минск 87.0(43.4+43.6)         | Корнев Станислав г. Дубна 2542.00         |
| 1982 08-12 сентября | г. Москва Гребной канал «Крылатское» | 3 место | Матюхина Екатерина г. Москва 24.50(17.00+7.50)  | Чересова Марина г. Дубна 12210(5730+6480)    | Пономарева Наталья г. Дубна 63.5(29.5+34.0)  | Матюхина Екатерина г. Москва 2409.00 | Пушаков Андрис г. Рига 43.50(21.50+22.00)             | Генов Аркадий г. Новополоцк 15010(7380+7630)     | Корбуков Алексей г. Москва 84.8(42.4+42.4)       | Корбуков Алексей г. Москва 2513.00        |
| 1983 08-11 сентября | г. Москва Гребной канал «Крылатское» | 1 место | Пономарева Наталья г. Дубна 36.50(16.50+20.00)  | Пономарева Наталья г. Дубна 15500(7750+7750) | Губаренко Ольга г. Москва 73.6(39.0+34.6)    | Пономарева Наталья г. Дубна 2823.00  | Корбуков Алексей г. Москва 46.75(19.25+27.50)         | Миненок Александр г. Минск 17000(8570+8430)      | Остроумов Сергей г. Дубна 89.4(44.2+45.2)        | Миненок Александр г. Минск 2677.00        |
| 1983 08-11 сентября | г. Москва Гребной канал «Крылатское» | 2 место | Ларионова Наталья г. Москва 35.00(20.5+14.50)   | Потэс Инесса г. Минск 13730(6660+7070)       | Матюхина Екатерина г. Москва 73.3(35.3+38.0) | Потэс Инесса г. Минск 2711.00        | Лихачев Игорь г. Дубна 44.00(21.00+23.00)             | Важник Геннадий г. Минск 15690(7500+8190)        | Радушинский Анатолий г. Москва 84.4(39.5+44.9)   | Важник Геннадий г. Минск 2344.00          |
| 1983 08-11 сентября | г. Москва Гребной канал «Крылатское» | 3 место | Матюхина Екатерина г. Москва 32.00(16.00+16.00) | Воробьева Галина г. Дубна 12780(6260+6520)   | Потэс Инесса г. Минск 69.4(35.4+34.0)        | Губаренко Ольга г. Москва 2611.00    | Мистрюков Александр г. Москва 38.25(22.00+16.25)      | Надин Олег г. Минск 14860(7190+7670)             | Бирюков Юрий г. Москва 82.7(39.2+43.5)           | Корбуков Алексей г. Москва 2302.00        |
| 1984 31-02 сентября | г. Москва Гребной канал «Крылатское» | 1 место | Ларионова Наталья г. Москва 48.50(24.50+24.00)  | Амельянчик Марина г. Минск 15620(7810+7810)  | Румянцева Наталья г. Дубна 70.6(35.5+35.1)   | Румянцева Наталья г. Дубна 2720.40   | Пушаков Андрис г. Рига 42.75(21.25+21.50)             | Миненок Александр г. Минск 18050(9280+8770       | Низовкин Сергей г. Минск 92.3(44.8+47.5)         | Миненок Александр г. Минск 2566.20        |
| 1984 31-02 сентября | г. Москва Гребной канал «Крылатское» | 2 место | Воробьева Галина г. Дубна 41.00(19.50+22.00)    | Румянцева Наталья г. Дубна 15500(7750+7750)  | Мазовка Елена г. Минск 69.4(34.7+34.7)       | Потэс Инесса г. Минск 2554.60        | Рунгис Гинтс г. Рига 42.00(21.00+21.00)               | Корнев Станислав г. Дубна 17400(8770+8630)       | Григорьев Анатолий г. Свердловск 91.7(45.7+46.0) | Корнев Станислав г. Дубна 2381.0          |
| 1984 31-02 сентября | г. Москва Гребной канал «Крылатское» | 3 место | Матюхина Екатерина г. Москва 36.50(20.25+16.25) | Сорокина Наталья г. Минск 14900(7600+7300)   | Потэс Инесса г. Минск 68.4(33.3+35.1)        | Мазовка Елена г. Минск 2486.90       | Мистрюков Александр г. Москва 41.50(21.00+20.50)      | Веселов Михаил г. Дубна 16350(7900+8450)         | Яськевич Дмитрий г. Минск 89.9(42.9+47.0)        | Лихачев Игорь г. Дубна 2292.9             |
| 1985 22-25 августа  | г. Москва Гребной канал «Крылатское» | 1 место | Ларионова Наталья г. Москва 6.00/55/13.00       | Воробьева Галина г. Дубна 6860               | Матюхина Екатерина г. Москва 38.4            | Мазовка Елена г. Минск 2289.70       | Корбуков Алексей г. Москва 2.00/58/11.25              | Корнев Станислав г. Дубна 8670                   | Яськевич Дмитрий г. Минск 50.8                   | Корнев Станислав г. Дубна 2635.5          |
| 1985 22-25 августа  | г. Москва Гребной канал «Крылатское» | 2 место | Матюхина Екатерина г. Москва 3.50/55/13.00      | Мазовка Елена г. Минск 6810                  | Мазовка Елена г. Минск 31.6                  | Воробьева Галина г. Дубна 2263.60    | Мистрюков Александр г. Москва 3.00/58/12.00           | Яськевич Дмитрий г. Минск 7820                   | Григорьев Анатолий г. Свердловск 48.4            | Яськевич Дмитрий г. Минск 2544.3          |
| 1985 22-25 августа  | г. Москва Гребной канал «Крылатское» | 3 место | Мухитова Марина г. Дубна 2.50/55/13.00          | Кобялко Светлана г. Минск 5650               | Амельянчик Марина г. Минск 30.2              | Амельянчик Марина г. Минск 2162.30   | Лихачев Игорь г. Дубна 2.00/58/12.00                  | Веселов Михаил г. Дубна 7740                     | Корнев Станислав г. Дубна 47.4                   | Важник Геннадий г. Минск 2298.70          |
| 1986 28-31 августа  | г. Москва Гребной канал «Крылатское» | 1 место | Губаренко Ольга г. Москва 1.25/55/12.00         | Воробьева Галина г. Дубна 7000               | Губаренко Ольга г. Москва 35.7               | Румянцева Наталья г. Дубна 2386,00   | Лихачев Борис г. Рыбинск 3.00/58/12.00                | Миненок Александр г. Минск 8430                  | Яськевич Дмитрий г. Минск 47.8                   | Важник Геннадий г. Минск 2266.30          |
| 1986 28-31 августа  | г. Москва Гребной канал «Крылатское» | 2 место | Матюхина Екатерина г. Москва 2.00/55/13.00      | Румянцева Наталья г. Дубна 6970              | Матюхина Екатерина г. Москва 34.6            | Губаренко Ольга г. Москва 2356.90    | Лихачев Игорь г. Дубна 4.50/58/13.00                  | Корнев Станислав г. Дубна 8100                   | Важник Геннадий г. Минск 46.5                    | Лихачев Игорь г. Дубна 2161.70            |
| 1986 28-31 августа  | г. Москва Гребной канал «Крылатское» | 3 место | Смирнова Елена г. Москва 4.25/55/14.25          | Мазовка Елена г. Минск 6920                  | Мазовка Елена г. Минск 33.0                  | Мазовка Елена г. Минск 2268.70       | Смирнов Максим г. Москва 4.00/58/13.00                | Шальнов Сергей г. Рыбинск 7560                   | Иванов Дмитрий г. Дубна 42.4                     | Шальнов Сергей г. Рыбинск 2076.00         |
| 1987 21-23 августа  | г. Дубна                             | 1 место | Румянцева Наталья г. Дубна 1.00/55/12.00        | Амельянчик Марина г. Минск 7080              | Губаренко Ольга г. Москва 36.8               | Губаренко Ольга г. Москва 2382.60    | Букс Ингус г. Прейли 1.50/58/11.25                    | Миненок Александр г. Минск 9440                  | Яськевич Дмитрий г. Минск 52.4                   | Яськевич Дмитрий г. Минск 2558.90         |
| 1987 21-23 августа  | г. Дубна                             | 2 место | Ларионова Наталья г. Москва 0.50/55/12.00       | Мазовка Елена г. Минск 6070                  | Павлова Ольга г. Минск 33.5                  | Румянцева Наталья г. Дубна 2325.30   | Яськевич Дмитрий г. Минск 4.00/58/12.00               | Корнев Станислав г. Дубна 8980                   | Корнев Станислав г. Дубна 45.1                   | Корнев Станислав г. Дубна 2452.20         |
| 1987 21-23 августа  | г. Дубна                             | 3 место | Смирнова Елена г. Москва 3.25/55/13.00          | Павлова Ольга г. Минск 6050                  | Матюхина Екатерина г. Москва 32.4            | Павлова Ольга г. Минск 2171.3        | Корбуков Алексей г. Москва 2.50/58/12.00              | Яськевич Дмитрий г. Минск 7050                   | Шальнов Сергей г. Рыбинск 45.0                   | Лихачев Игорь г. Дубна 2135.90            |
| 1988 нет данных     | г. Прейли                            | 1 место | Воробьева Галина г. Дубна 2.50/55/13.00         | Амельянчик Марина г. Минск 8010              | Румянцева Наталья г. Дубна 34.5              | Румянцева Наталья г. Дубна 2499.20   | Корбуков Алексей г. Москва 6.00/58/12.00              | Миненок Александр г. Минск 8290                  | Яськевич Дмитрий г. Минск 46.2                   | Яськевич Дмитрий г. Минск 2297.60         |
| 1988 нет данных     | г. Прейли                            | 2 место | Ларионова Наталья г. Москва 0.50/55/13.00       | Румянцева Наталья г. Дубна 7610              | Губаренко Ольга г. Москва 33.1               | Павлова Ольга г. Минск 2220.00       | Мистрюков Александр г. Москва 2.00/58/12.00           | Рыктер Юрий г. Новополоцк 8280                   | Бирюков Юрий г. Москва 43.0                      | Шальнов Сергей г. Рыбинск 2051.70         |
| 1988 нет данных     | г. Прейли                            | 3 место | Губаренко Ольга г. Москва 0.50/55/13.00         | Павлова Ольга г. Минск 6420                  | Павлова Ольга г. Минск 32.6                  | Амельянчик Марина г. Минск 2206.60   | Букс Ингус г. Прейли 5.00/58/13.00                    | Шальнов Сергей г. Рыбинск 7880                   | Шальнов Сергей г. Рыбинск 42.4                   | Смирнов Максим г. Москва 1914.30          |
| 1989 18-20 августа  | г. Москва Гребной канал «Крылатское» | 1 место | Румянцева Наталья г. Дубна 5.50/55/12.00        | Амельянчик Марина г. Минск 8260              | Румянцева Наталья г. Дубна 35.4              | Румянцева Наталья г. Дубна 2774.40   | Корбуков Алексей г. Москва 2.50/58/11.25              | Надин Олег г. Минск 8190                         | Яськевич Дмитрий г. Минск 46.3                   | Яськевич Дмитрий г. Минск 2409.50         |
| 1989 18-20 августа  | г. Москва Гребной канал «Крылатское» | 2 место | Губаренко Ольга г. Москва 1.00/55/12.00         | Громыко Юлия г. Минск 6860                   | Иванова Наталия г. Дубна 35.0                | Губаренко Ольга г. Москва 2244.30    | Смирнов Максим г. Москва 4.00/58/12.00                | Яськевич Дмитрий г. Минск 7700                   | Шальнов Сергей г. Рыбинск 45.8                   | Шальнов Сергей г. Рыбинск 2300.90         |
| 1989 18-20 августа  | г. Москва Гребной канал «Крылатское» | 3 место | Громыко Юлия г. Минск 3.00/55/13.00             | Павлова Ольга г. Минск 6330                  | Губаренко Ольга г. Москва 33.8               | Громыко Юлия г. Минск 2197.50        | Лихачев Борис г. Рыбинск 2.50/58/12.00                | Шальнов Сергей г. Рыбинск 7610                   | Власов Святослав г. Москва 44.6                  | Смирнов Максим г. Москва 2126.90          |
| 1990 09-12 августа  | г. Дубна                             | 1 место | Якутина Галина г. Дубна 2.00/55/12.00           | Павлова Ольга г. Минск 6720                  | Павлова Ольга г. Минск 37.2                  | Павлова Ольга г. Минск 2481.80       | Букс Ингус г. Прейли 3.00/58/11.25                    | Надин Олег г. Минск 8640                         | Будуров Василий г. Поти 48.1                     | Смирнов Максим г. Москва 2241.10          |
| 1990 09-12 августа  | г. Дубна                             | 2 место | Павлова Ольга г. Минск 2.50/55/13.00            | Самаркина Людмила г. Дубна 5430              | Матюхина Екатерина г. Москва 35.8            | Самаркина Людмила г. Дубна 2088.80   | Мистрюков Александр г. Москва 4.50/58/12.00           | Алентьев Андрей г. Москва 8010                   | Власов Святослав г. Москва 48.0                  | Рыктер Юрий г. Новополоцк 2015.50         |
| 1990 09-12 августа  | г. Дубна                             | 3 место | Самаркина Людмила г. Дубна 1.50/55/13.00        | Ефремова Жанна г. Дубна 5350                 | Смирнова Елена г. Москва 34.8                | Ефремова Жанна г. Дубна 1981.30      | Смирнов Максим г. Москва 4.00/58/12.00                | Рыктер Юрий г. Новополоцк 6740                   | Смирнов Максим г. Москва 47.1                    | Дурнов Вячеслав г. Новополоцк 1863.30     |
| 1991 18-22 июля     | г. Москва Гребной канал «Крылатское» | 1 место | Якутина Галина г. Дубна 2.50/55/12.00           | Иванова Наталия г. Дубна 7100                | Губаренко Ольга г. Москва 35.8               | Павлова Ольга г. Минск 2641.20       | Смирнов Максим г. Москва 2.00/58/11.25                | Рыктер Юрий г. Новополоцк 8590                   | Михайленко Александр г. Киев 47.2                | Корнев Станислав г. Дубна 2753.90         |
| 1991 18-22 июля     | г. Москва Гребной канал «Крылатское» | 2 место | Анисимова Наталья г. Дубна 1.00/55/12.00        | Канайкина Татьяна г. Минск 6840              | Павлова Ольга г. Минск 35.3                  | Милакова Елена г. Рыбинск 2493.40    | Букс Ингус г. Прейли 4.00/58/12.00                    | Девятовский Олег г. Новополоцк 8310              | Корнев Станислав г. Дубна 47.2                   | Девятовский Олег г. Новополоцк 2745.30    |
| 1991 18-22 июля     | г. Москва Гребной канал «Крылатское» | 3 место | Громыко Юлия г. Минск 5.00/55/13.00             | Громыко Юлия г. Минск 6060                   | Иванова Наталия г. Дубна 35.1                | Громыко Юлия г. Минск 2476.10        | Девятовский Олег г. Новополоцк 2.50/58/12.00          | Корнев Станислав г. Дубна 8050                   | Власов Святослав г. Москва 45.6                  | Дурнов Вячеслав г. Новополоцк 2187.60     |